# Сріблястий (мікрорайон)
Сріблястий — житловий мікрорайон на південному заході Львова, у Залізничному районі, місцевість Сигнівка.

## Розташування
Мікрорайон розташований приблизно за 4 км від центру міста, між вулицями Євгена Патона, Івана Виговського, Любінською. На півночі мікрорайон Сріблястий межує із Сигнівкою, на сході — з Богданівкою, на південному сході — із Малою Сигнівкою та Скнилівським парком. На захід від мікрорайону розташований аеропорт.
Вулиці мікрорайону Сріблястий: Михайла Кричевського, Солов'їна, Коряцька, Синявського.

## Історія
Місцевість, де розташований сучасний мікрорайон Сріблястий, до 1970-х років відносилася до Сигнівки.
Наприкінці 1970-х років почалася забудова мікрорайону п'ятиповерховими (серії 67) та дев'ятиповерховими (серії 87) цегляними будинками. Хоча ці будинки були типовими серійними, авторам проекту забудови вдалося додати до них певні риси, притаманні львівській архітектурі: проходи-брами в будинках та видовжені балкони із входом на кухню та загальну кімнату. Усі будинки згруповані у три групи під кутом 90° та утворюють з боку вулиці Патона розкриті курдонери. Таке композиційне вирішення разом із різною висотою секцій будинків забезпечила щільність забудови без втрати інсоляції.
Від оздоблення будинків світло-сірою силікатною цеглою цеглою із введенням елементів «фігурного мурування» новий мікрорайон дістав свою назву — Сріблястий.
У 1980 році проект забудови мікрорайону Сріблястий був нагороджений Державною премією УРСР ім. Т. Г. Шевченка (архітектори — З. В. Підлісний, Л. Д. Нівіна, С. М. Зем'янкін, інженер-конструктор Я. О. Корнільєв). Втім, було завершено лише першу чергу проекту: продовження забудови, яка планувалася у бік вулиці Любінської, вимагало знесення значної кількості малоповерхових будинків. Так у східній частині мікрорайону лишилася первісна ділянка малоповерхової садибної забудови.

## Інфраструктура
В середині мікрорайону розташовані спеціалізована школа I—III ступенів № 15 та дитячий садок № 139 «Перлинка». У західній частині мікрорайону, по вулиці Патона, розташований торговий центр «Сріблястий», далі за ним — стадіон «Сокіл».
Із центром Львова та іншими районами мікрорайон сполучається автобусним маршрутом № 2А, тролейбусними маршрутами № 23, 29, маршрутними таксі № 14, 21, 27, 48. Курсують також приміські автобуси № 138 (до с. Лапаївка), № 170 (до с. Керниця), № 287 (до смт. Рудне)та нічний маршрут № 2Н. За даними соціального моніторингу якості життя у Львові, який проводився у 2016 році, мешканці Сріблястого задоволені транспортним сполученням свого мікрорайону із іншими районами міста.
У грудні 2017 року Сріблястий названий одним з мікрорайонів, найбільш непристосованих для людей з інвалідністю.